# Cyrtodactylus hikidai
Espèce
Cyrtodactylus hikidai est une espèce de geckos de la famille des Gekkonidae.

## Répartition
Cette espèce est endémique de Bunguran dans les îles Natuna en Indonésie.

## Étymologie
Cette espèce est nommée en l'honneur de Tsutomu Hikida.

## Publication originale
- Riyanto, 2012 : Cyrtodactylus hikidai sp. nov. (Squamata: Gekkonidae): a new bent toed gecko from Mount Ranai, Bunguran island, Indonesia. Zootaxa, no 3583, p. 22–30 et erratum Zootaxa, no 3599 (4), p. 400.